# Míkis Theodorákis
Pour les articles homonymes, voir Theodorakis (homonymie).
Míkis Theodorákis (en grec moderne : Μιχαήλ "Μίκης" Θεοδωράκης) est un compositeur et homme politique grec né le 29 juillet 1925 sur l’île de Chios en Grèce et mort le 2 septembre 2021 à Athènes.
Il est particulièrement connu pour ses chansons (Sto Perigiali, Kaïmos, Une hirondelle…) et ses musiques de film (Électre, Zorba le Grec, Z, Serpico).
Sur le plan politique, il s'est distingué par son combat contre les dictatures. Membre de la résistance pendant l'occupation nazie, il est emprisonné et torturé par des agents du gouvernement au cours de la guerre civile grecque (1946-1949) en raison de son engagement  au Parti communiste de Grèce (KKE). Il tient un rôle de porte-parole de l'opposition à la dictature des colonels de 1967 à 1974, ce qui lui vaut d’être arrêté. Il milite à gauche, notamment avec le KKE, jusqu'à la fin des années 1980, mais en 1989 il se présente comme candidat indépendant, avec le soutien du parti conservateur Nouvelle Démocratie, afin d'aider la Grèce à sortir de la grave crise politique dans laquelle l'avaient plongé les nombreux scandales du gouvernement d'Andréas Papandréou ; il contribue ainsi à l’établissement d’une large coalition réunissant conservateurs, PASOK et gauche : il s’agit de la première fois depuis la guerre civile que le Parti communiste participe de nouveau à la gestion de l'État. En 1990, Theodorákis est élu au Parlement grec — il l’avait déjà été en 1964 et 1981 — et devient « ministre sans portefeuille auprès du Premier ministre » dans le gouvernement de Konstantínos Mitsotákis. Pendant la courte période où il est au gouvernement, Theodorákis lutte contre la drogue et le terrorisme, pour la culture et de meilleures relations entre la Grèce et la Turquie. Après avoir été pendant deux ans (1993-1995) directeur des orchestres et des chœurs de la radio grecque Ellinikí Radiofonía Tileórasi (ERT), il se retire pour l'essentiel de la vie publique tout en continuant cependant à prendre position sur divers sujets de politique générale,,,.

## Biographie

### Enfance et jeunesse mouvementées
Né en face de la Turquie d'une mère issue de Çeşme (Cesmé / Tschesmé) (Asie Mineure) et d'un père né à Galata, près de La Canée en Crète, Míkis Theodorákis a connu une enfance protégée dans une famille aisée, mais beaucoup de pérégrinations dans toute la Grèce — Mytilène, Céphalonie, Athènes, Patras, Pyrgos et Tripoli —, son père en tant que fonctionnaire d'État étant muté à chaque changement de gouvernement. Très tôt, Mikis se passionne pour la musique et écrit ses premières compositions à douze ans. À Patras et Pyrgos, il a ses premières leçons de musique, et à Tripoli, il compose son « Cassiani » et donne son premier concert à l'âge de 17 ans. Avec l'occupation de la Grèce en 1941 par les troupes allemandes, italiennes et bulgares, Theodorákis entre dans la résistance et est arrêté une première fois à Tripoli en 1942 par l'occupant italien. L'année suivante, il est de nouveau arrêté et torturé, mais il fait également connaissance avec le marxisme qui allait grandement déterminer sa voie. Relâché, il entre dans la clandestinité à Athènes et devient membre de l'Organisation du Front National de Libération ELAS. Il milite dans la Résistance et suit parallèlement, en cachette, des cours au Conservatoire d'Athènes auprès de Philoktitis Economidis.
Après la Libération[Laquelle ?], Theodorákis entre dans la lutte contre la prise de pouvoir par les forces contre-révolutionnaires qui engendre la guerre civile en Grèce de 1945 à 1949. Le 26 mars 1946, Theodorákis est si violemment battu par la police lors d'une manifestation, qu'il est considéré comme mort et transporté à la morgue. Déporté une première fois en 1947 à l'île d'Ikaria, il doit y retourner en juin 1948, sous un régime beaucoup plus sévère et brutal, puis est transféré en décembre 1948 à l'île de Makronissos, où un « centre de rééducation » est installé. Torturé et deux fois enterré vivant, Theodorákis est un des rares à sortir de cet enfer, grâce à l'aide de son père et au soutien de camarades d'infortune, mais pendant dix ans il continue à souffrir de la « fièvre de Makronissos », y ayant contracté la tuberculose.
En 1950, malgré tous les mauvais traitements subis, il passe ses examens au Conservatoire et obtient son diplôme en harmonie, contrepoint et fugue. Le 5 mai, son œuvre Assi Gonia y est créée. Il va en Crète, où il devient directeur de l'École de musique de La Canée et fonde son premier orchestre,.
En 1953, Míkis Theodorákis épouse Myrtó Altínoglou. L'année suivante, son ballet Carnaval grec est créé à Rome. Avec lui, il achève, selon ses propres dires, la « première période de son écriture musicale ».
En novembre 1954, les jeunes mariés peuvent aller à Paris avec des bourses qu'ils ont obtenues tous les deux. Mikis s'inscrit au Conservatoire de Paris dans les cours d'Eugène Bigot (musicien) (pour la direction d'orchestre) et d'Olivier Messiaen (pour l'analyse musicale). Sa Suite no 1 pour piano et orchestre obtient en 1957 la médaille d'or au Festival de Moscou, le président du jury était Dmitri Chostakovitch ; ses trois musiques de ballet : Les amants de Téruel ; Le feu aux poudres (ballets de Ludmila Tcherina) et Antigone (chorégraphie de John Cranko), remportent un grand succès à Paris et à Londres. À la suite de ce succès, Darius Milhaud propose Theodorákis pour le « American Copley Music Prize » comme « Meilleur Compositeur européen de l'année » : une distinction créée par la William and Nomma Copley Foundation qui change plus tard de nom pour devenir la Cassandra Foundation.
À ces honneurs s'ajoutent ses premiers succès internationaux de musiques de film pour Ill met by Moonlight et Honeymoon, réalisés par Michael Powell et Emeric Pressburger. La chanson-titre de Honeymoon est même reprise par les Beatles lors d'un passage à la BBC. Ces musiques, ainsi que des œuvres de musique de chambre clôturent la « deuxième période de son écriture musicale ».
Principales œuvres jusqu'en 1960 :
1. Musique de chambre : Quatre Quatuors à cordes ; Trio pour piano, violon, violoncelle ; Onze Préludes pour piano ; Syrtos Chaniotikos pour pianos et percussions ; Petite Suite pour piano ; Sonatine pour piano ; Sonatines no 1 et 2 pour violon et piano ;
2. Musique symphonique : La fête d'Assi-Gonia (mouvement symphonique) ; Symphonie no 1 (Proti Simfonia) ; Concerto pour piano Hélicon ; Suites no 1, 2 et 3 pour orchestre ; La Vie et la Mort (pour voix et cordes) ; Œdipus Tyrannos (pour cordes, plus tard pour Quatuor à cordes et aussi pour Orchestre symphonique) ; Concerto pour piano ;
3. Musique de ballet : Carnaval grec ; Le Feu aux Poudres ; Les amants de Téruel; Antigone.

### Retour aux racines grecques

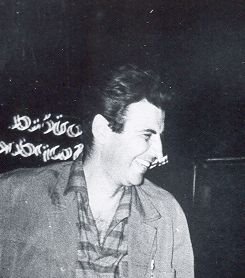
Míkis Theodorákis en 1961.

Theodorákis, au moment où il réussit à entrer dans le cercle des jeunes compositeurs internationalement reconnus, découvre la musique populaire grecque. Sur les paroles de son frère Yannis, il compose un premier cycle de quatre chansons : Lipotaktes (« Le déserteur ») et écrira Epitaphios sur le cycle de poèmes de Yánnis Rítsos.
Avec cette œuvre, il entame la renaissance de la musique grecque et suscite une révolution culturelle dans sa patrie dont les conséquences persistent toujours.
La droite en Grèce considère à partir de là Theodorákis comme une des plus grandes menaces pour elle. Quand en mai 1963, elle assassine le docteur Grigóris Lambrákis, Theodorákis fonde la Jeunesse Démocratique Lambrakis (Lambrakidès) et en prend la tête. Sous sa direction, elle devient avec 50 000 adhérents la plus forte organisation politique en Grèce. En 1964, Theodorákis est élu au parlement et, avec les Lambrákides, il fonde plus de deux cents centres culturels dans le pays. Il compose œuvre sur œuvre, en utilisant les plus beaux textes de la littérature grecque des XIXe et XXe siècles.
Principales œuvres de cette période :
1. Cycles de chansons : Archipelagos (chansons des îles), Politia A & B (chansons des villes), Epiphania (Yorgos Seferis, Prix Nobel en 1963) ; Mauthausen (Iákovos Kambanéllis) ; Romiossini (Yánnis Rítsos) ;
2. Musique pour la scène : The Hostage (Brendan Behan) ; Ballade du frère mort (Theodorákis) ; Omorphi Poli (Belle Cité) ; Maghiki Poli (Cité magique) ; I Gitonia ton Angelon (Le Quartier des Anges (Iákovos Kambanéllis) ;
3. Musique de film : Phaedra (Jules Dassin), Les Amants de Teruel (Raymond Rouleau), Le Couteau dans la plaie (Five Miles to Midnight, Anatole Litvak),  Electra et Zorba le Grec (Michael Cacoyannis) ;
4. Oratorio : Axion Esti (Odysséas Elýtis, Prix Nobel de littérature en 1979).

### La dictature des colonels
Le coup d'État du 21 avril 1967 des colonels (dont Geórgios Papadópoulos fait partie), oblige Theodorákis à entrer à nouveau en clandestinité d'où il publie deux jours après le putsch, le premier appel à la résistance. Arrêté le 21 août 1967, il est emprisonné dans les locaux de la Sûreté, rue Bouboulinas — et le cycle de poèmes Le Soleil et le temps devient l'expression des horreurs qu'il y a vécues. Il est ensuite transféré dans les prisons d'Avérof puis placé en résidence surveillée à Vrachati fin janvier 1968. En août 1968, il est banni avec son épouse Myrto et ses deux enfants Margarita et Yorgos à Zátouna dans un village de montagne des Arcadies (d'où le titre principal de son cycle de compositions Arcadies I-XI). Puis il est déporté au camp de concentration d'Oropos, où se déclare à nouveau la tuberculose qu'il avait contractée à Macronissos et qui l'oblige à un séjour à l'hôpital général d'État Sotiria. Il est finalement exilé, à la suite de nombreuses campagnes internationales de solidarité initiées notamment par Dmitri Chostakovitch, Leonard Bernstein, Arthur Miller et Harry Belafonte, et après l'intervention de Jean-Jacques Servan-Schreiber auprès du dictateur Papadopoulos.
Principales œuvres sous la dictature :
1. Cycles de chansons : O Ilios ke o Chronos (Theodorákis) ; Ta Laïka (Manos Eleftériou); Arcadies I-X ; Chansons pour Andreas (Theodorákis) ; Nichta Thanatou (Manos Eleftériou) ;
2. Oratorios : Ephiphania Averoff (Georges Séféris) ; État de siège (Marina=Réna Chatzidáki) ; La marche de l'esprit (Ángelos Sikelianós) ; Raven (Séféris, d'après Edgar Allan Poe) ;
3. Musique de film : Z (Costa-Gavras).

### Exil en France
Le 13 avril 1970, Theodorákis arrive à Paris, accueilli par Melina Mercouri, Costa-Gavras et de nombreux Grecs de France, mais il est conduit immédiatement à l'hôpital. À peine trois semaines plus tard, il reprend sa vie publique. Le soir du 11 mai, sa famille, enlevée au nez et à la barbe de la junte, arrive en France. Theodorákis crée le « Conseil national de la résistance » (EAS). À sa tête, il continue le combat. Il fait la connaissance de Pablo Neruda et de Salvador Allende, auxquels il propose de composer sa version du Canto General du Prix Nobel de littérature de 1971. Il rencontre Gamal Abdel Nasser, Josip Broz Tito, Yigal Allon et Yasser Arafat, tandis que François Mitterrand, Olof Palme et Willy Brandt deviennent ses amis. Des tournées dans le monde entier avec des milliers de concerts dédiés à la restauration de la démocratie en Grèce, font de lui un symbole vivant de la résistance contre la dictature.
Principales œuvres du temps de l'exil :
1. Cycles de chansons : Lianotragouda (18 Chansons de la Patrie amère, Yánnis Rítsos) ; Ballades (Manolis Anagnostakis (en)) ;
2. Oratorio : Canto General (Pablo Neruda) ;
3. Musique de film : Les Troyennes (Michael Cacoyannis) ; Serpico (Sidney Lumet).

### Retour en Grèce et dernières années
Rentré triomphalement en Grèce le 24 juillet 1974, Míkis Theodorákis est vite à nouveau la cible des attaques, cette fois de la gauche. En effet, il plaide pour Constantin Caramanlis et un passage en douceur vers la démocratie, de peur de voir un nouveau coup d'État écraser la frêle fleur de la démocratie renaissante (Caramanlis ou les tanks). En 1978, dans une interview retentissante publiée par le journal Eleftherotypía, il plaide pour une « unification des trois partis de la gauche — nés du Front national de libération (FNL). Cette proposition était acceptée par le Parti communiste grec (KKE), qui plus tard a proposé Theodorákis comme candidat à la mairie d'Athènes aux élections de 1978. » (Andreas Brandes)
En 1980, Míkis Theodorákis s'exile volontairement à Paris et reprend son œuvre symphonique des années 1950, la métamorphosant en des travaux d'une remarquable force expressive et entamant ainsi la « quatrième période » de sa création musicale.
Il achève la composition du Canto General qui, à côté de Zorba le Grec et d’Axion Esti, devient la musique qui le rend mondialement célèbre comme compositeur. En 1981, Theodorákis est de nouveau élu au Parlement grec comme député. Il abandonne son mandat en 1986 pour se consacrer à la composition musicale. En 1987, son premier opéra, Kostas Karyotakis est créé à Athènes, en 1988, son ballet Zorba (en) remporte un triomphe dans les Arènes de Vérone. L'œuvre y est reprise en 1990. Elle est créée également à Varsovie, à Łódź, à Belgrade, à Budapest, au Caire… À ce jour, plus de 700 représentations ont été données dans le monde entier.
En 1989, Míkis Theodorákis appelle de ses vœux une coalition entre le parti de droite en Grèce, Nouvelle Démocratie, et le parti communiste pour en finir avec les scandales du gouvernement d'Andréas Papandréou et du PASOK.
Après les élections d'avril 1990, le compositeur entre dans le gouvernement de Konstantínos Mitsotákis comme « ministre d'État sans portefeuille ». Il s'engage tout particulièrement contre les drogues et pour la cause de l'enseignement, de la culture, et, ensemble avec le musicien et chanteur turc Zülfü Livaneli, pour une réconciliation entre les Grecs et les Turcs. Il quitte le gouvernement en avril 1992 et assume de 1993 à 1995 la direction générale des chœurs et des orchestres symphoniques de la Radio-télévision hellénique (ERT). Il abandonne ensuite la vie publique, tout en continuant à donner des concerts et à diriger ses œuvres. Cependant, la mort de son frère Yánnis, en décembre 1996, et de sérieux problèmes respiratoires en 1997, ont conduit Míkis Theodorákis à abandonner pendant plus d'un an toutes ses activités et à léguer les documents de sa vie à la bibliothèque musicale Lilian-Voudouri (en) au palais de la musique d'Athènes.
Fin des années 1980, Míkis Theodorákis a entamé la « cinquième période », la période « lyrique » de sa création, et le 5 octobre 1991 son opéra Medea est créé à Bilbao. En 1992 il écrit, sur demande de Juan Antonio Samaranch, le Canto Olympico pour les Jeux olympiques de Barcelone. Son opéra Electra, d'après Euripide, est accueilli triomphalement à Luxembourg par le public de la « Ville Européenne de la Culture 1995 », le 2 mai 1995, dans une réalisation du Teatr Wielki, Poznań (Pologne). Son opéra Antigone, est créé le 7 octobre 1999 à Athènes. Ses dernières partitions symphoniques sont des Rhapsodies pour guitare et orchestre, pour violoncelle et orchestre, pour trompette et orchestre (dédié à Otto Sauter, 2008). En 2001, le compositeur achève l'écriture d'un opéra comique sur le thème de Lysistrata, d'après Aristophane, créé triomphalement, le 14 avril 2002 à Athènes. Sa dernière partition symphonique à ce jour est la musique de scène pour Médée (dédiée à Guy Wagner) à Épidaure, écrite en 2001.
Míkis Theodorákis, retiré chez lui, travaille à la compilation de ses musiques et de ses écrits. Cela ne l'empêche pas de prendre position sur les événements de l'actualité, comme l'arrestation et le traitement d'Abdullah Öcalan, les bombardements de Belgrade et de la Serbie (Conflit du Kosovo, 1999), la politique de Sharon et du gouvernement israélien, la cause du peuple palestinien (2002). Mais ce sont avant tout George W. Bush, son gouvernement et son administration et leur guerre d'Irak (2003) qui ont provoqué son ire et ses commentaires amères et acerbes.
Míkis Theodorákis a été nommé doctor honoris causa des universités de Montréal, de Thessalonique, de Crète, d'Istanbul. Le 28 juin 2002, à la Biennale internationale de la musique de film qui s'est déroulée du 23 au 30 juin dans la Bundeskunsthalle (de) de Bonn, il est récompensé par le prix Erich-Wolfgang-Korngold pour ses accomplissements dans le domaine de la musique de film, ainsi que pour ses engagements politiques,. À l'occasion de ses 80 ans, il s'est vu décerner, le 31 juillet 2005, le prix international Saint-André, institué par la fondation du même nom, pour « son héroïsme et son engagement créateur au service de la Patrie, mais aussi ses excellentes œuvres musicales qui chantent la paix entre les peuples, renforcent l'esprit et la conscience nationale de l'homme. » Il est également lauréat du prix musical international CIM Unesco 2005 qui lui a été remis le 4 novembre 2005  à Aix-la-Chapelle. En 2007, il a de plus obtenu un « Lifetime Achievement Award » aux World Soundtrack Awards à Gand en Belgique.
Míkis Theodorákis a été élevé en 2005 au grade de grand officier de l'ordre du Mérite du grand-duché de Luxembourg et en 2007 au grade de commandeur dans l’ordre de la Légion d’honneur. Il en a reçu les insignes des mains du ministre français de la Culture, Renaud Donnedieu de Vabres, le 26 mars 2007 à Athènes au cours d'une cérémonie à l'ambassade de France. Malgré une santé de plus en plus frêle, Theodorákis continue de composer — Cycle de chansons : Odysseia ; À l'Est de l'Égée pour violoncelle et piano ; Rhapsodie pour trompette et orchestre — et de s'engager pour des causes humanitaires et contre la guerre et les infrastructures aux visées guerrières. C'est ainsi qu'il a rédigé le 10 novembre 2008 une « Déclaration » en faveur des prisonniers grecs en grève de la faim et le 30 mars 2009 un appel : « Dissolvez l'OTAN maintenant ! »
Le 1er décembre 2010, il crée le mouvement des citoyens indépendants « SPITHA » (l'Etincelle) avec, à l'âge de 85 ans, toujours cet esprit de résistance pour son peuple mais aussi pour la liberté de tous les peuples; la situation de crise en Grèce étant principalement le résultat d'un système de gouvernement ayant fait son temps. Le 26 mai 2011, il lance contre « le modèle économique », appliqué par le FMI, l'UE et le gouvernement Papandréou, un appel aux peuples européens qui se conclut ainsi[source insuffisante] :

« Nous ne vous demandons pas de soutenir notre combat par solidarité, ni parce que notre territoire a été le berceau de Platon et Aristote, Périclès et Protagoras, des concepts de démocratie, de liberté et d’Europe. Nous ne vous demandons pas un traitement de faveur parce que nous avons subi, en tant que pays, l’une des pires catastrophes européennes aux années 1940 et nous avons lutté de façon exemplaire pour que le fascisme ne s’installe pas sur le continent. »

« Nous vous demandons de le faire dans votre propre intérêt. Si vous autorisez aujourd’hui le sacrifice des sociétés grecque, irlandaise, portugaise et espagnole sur l’autel de la dette et des banques, ce sera bientôt votre tour. Vous ne prospérerez pas au milieu des ruines des sociétés européennes. Nous avons tardé de notre côté, mais nous nous sommes réveillés. Bâtissons ensemble une Europe nouvelle ; une Europe démocratique, prospère, pacifique, digne de son histoire, de ses luttes et de son esprit. Résistez au totalitarisme des marchés qui menace de démanteler l’Europe en la transformant en tiers-monde, qui monte les peuples européens les uns contre les autres, qui détruit notre continent en suscitant le retour du fascisme. »

En novembre 2011, il appelle les Grecs à combattre et met à nouveau en garde les peuples d’Europe vis-à-vis des banques qui pourraient ramener « le fascisme sur le continent ».
Il est blessé par des gaz lacrymogènes en février 2012 lors d'une violente manifestation devant le Parlement.
Míkis Theodorákis meurt le 2 septembre 2021 à Athènes. Il est inhumé une semaine plus tard sur son île natale, à Galatás, village du dème de La Canée.
Principales œuvres après 1974
1. Cycles de chansons : Ta Lyrika, Dionysos, Phaedra, Béatrice de la Rue Zéro, Mia Thalassa (Une Mer pleine de musique), Os archeos Anemos (« Comme un vent ancien »), Lyricotera (« Les Chansons très lyriques »), Lyricotata (« Les Chansons plus que lyriques »), Erimia (« Solitude »), Odysseia(« Odyssée »).
2. Musique pour la scène : Orestia (dir. : Spyros Evangelatos) ; Antigone (dir. : Minos Volanakis) ; Medea (dir. : Spyros Evangelatos).
3. Musique de film : Iphigénie (Michael Cacoyannis) : L'Homme à l'œillet (en) (Nicos Tzimas).
4. Oratorios : Liturgia no 2, Missa Greca, Requiem.
5. Musique symphonique, cantates, oratorios : Symphonies no 2, 3, 4, 7, Passion des Sadducéens, Canto Olympico, Lorca et Rhapsodie pour guitare et orchestre (tous deux d'après Romancero Gitan), Rhapsodie pour violoncelle et orchestre, Rhapsodie pour trompette et orchestre (pour piccolo trompette, orchestré par Robert Gulya).
6. Opéras : Kostas Karyotakis, Medea, Electra, Antigone, Lysistrata.

## Controverses

### Propos antisionistes et/ou antisémites
Dans les années 2000, Míkis Theodorákis crée la polémique en tenant sur les Juifs des propos qui lui valent d'être accusé d'antisémitisme.
Le 10 avril 2002, lors d'un concert de solidarité avec la Palestine, il prononce un discours pro-palestinien et ouvertement anti-israélien.
Le 4 novembre 2003, lors d’une conférence de presse pour promouvoir l'un de ses livres, il intervient sur le conflit israélo-palestinien et accuse les Juifs d’être « à la racine du Mal ».
Le 3 février 2011, dans un entretien donné à la chaine de télévision grecque HIGH, Míkis Theodorákis déclare : « Oui, je suis antisémite et antisioniste. J’aime le peuple juif et j’ai vécu avec lui, mais les Américains juifs se cachent derrière tout, les attentats en Irak, les attaques économiques en Europe, en Amérique, en Asie, les Juifs américains sont derrière Bush, Clinton et derrière les banques. (…) les Juifs américains sont derrière la crise économique mondiale qui a aussi touché la Grèce,. »
Dans un texte intitulé Antisémitisme et sionisme publié sur son site, Míkis Theodorákis écrit qu’il considère ceux qui l'accusent d'être antisémite comme de « répugnants vers de terre » avant de regretter « le rôle du lobby juif américain dans l’élaboration de la politique impérialiste des États-Unis ». « Mes adversaires se livrent à des actions qui me salissent en tant que personne et en tant que compositeur. Surtout en tant que compositeur puisque les sionistes contrôlent 99 % de la vie musicale mondiale (…) le lobby juif américain, tant pour son rôle leader dans les crimes de la machine de guerre américaine en Irak que pour ses plans visant à éliminer les États-nations, avec le but ultime d’établir la prédominance mondiale des colosses de la Banque financière entièrement contrôlés par lui. »
La polémique conduira le Parlement autrichien à retirer la Trilogie de Mauthausen du programme de la Journée de commémoration de l’Holocauste à Vienne du 5 mai 2011.
Míkis Theodorákis a également mis en doute la responsabilité d'Oussama ben Laden dans les attentats du 11 septembre 2001 : il estime ainsi que Ben Laden « a très bien pu travailler pour les services secrets américains » (lorsque les attaques ont eu lieu).

### La polémique de 2012 en France
La controverse ressurgit à l'occasion des élections françaises de 2012. Les faits démarrent le 23 mai 2012 avec une intervention de Jean-François Copé qui indique « Jean-Luc Mélenchon dont l'un des grands amis est Mikis Théodorakis, qui professe ouvertement des propos antisionistes, antisémites, dans des termes extrêmement choquants ». Il reprend ces propos au journal télévisé de France 2 le 12 juin. Nathalie Kosciusko-Morizet s'exprime le 11 juin également dans le même sens au journal télévisé de France 2. Alain Juppé réitère ces attaques à France Inter le 12 juin. Ainsi, selon le journal Libération, Alain Juppé « accuse Jean-Luc Mélenchon d’entretenir des « relations sulfureuses » avec des personnalités se disant « antisémites », comme le compositeur grec Míkis Theodorákis, voyant là un motif pour le PS de « s’expliquer » sur ses alliances avec l'« extrême gauche » ». Jean-François Copé, lors d'une émission de France Inter le 25 juin 2012, reprend les accusations contre Míkis Theodorákis.
Jean-Luc Mélenchon dépose plainte et réclame mille euros de dommages et intérêts à Nathalie Kosciusko-Morizet et à Alain Juppé et cinq mille euros à Jean-François Copé. En mars 2015, le tribunal correctionnel de Paris condamne Jean-François Copé, Nathalie Kosciusko-Morizet et Alain Juppé à mille euros d'amende chacun, avec sursis, pour avoir taxé publiquement Jean-Luc Mélenchon d'« accointances antisémites », en juin 2012. Ils ont également été condamnés à mille euros de dommages et intérêts chacun au titre du préjudice moral.

### La réponse du compositeur
Dans une longue lettre datée du 15 juin 2012, publiée le 23 juin en version française sur son site internet personnel, et reprise ensuite par le journal L'Humanité, Míkis Theodorákis répond à ses détracteurs : « Je suis Grec et fier de l'être, car nous sommes le seul peuple en Europe qui, pendant l'occupation allemande (1941-1944), non seulement n'a pas exercé de poursuites contre les juifs mais, au contraire, les a aidés à vivre et à survivre avec tous les moyens dont nous disposions. À l'époque, j'étais moi-même partisan de l'Armée populaire de libération et je me souviens que nous avions pris sous notre protection de nombreuses familles de juifs grecs, que nous nous sommes souvent battus contre les SS pour les sauver et beaucoup d'entre nous l'ont payé de leur vie. », […] « Donc, me qualifier de raciste et d’antisémite n’est pas une simple calomnie, mais l’expression de la pire bassesse morale, issue le plus souvent de cercles proches d’organisations et d’individus opérant dans la mouvance du néonazisme et auxquels la crise a permis de relever la tête pour nous menacer et – incroyable, mais vrai – nous accuser, eux, d’antisémitisme en utilisant un arsenal de mensonges et de déclarations insidieuses ! Il suffit de dire, par erreur manifeste, dans une interview de trois heures, « antisémite » au lieu d'« antiraciste », et on s'empare d'une seule et unique phrase dont on isole un mot, brandi comme un étendard, tout simplement pour servir l'intention de m'incriminer. »

## Œuvre musicale

### Lieder, chansons et cycles de chansons
Míkis Theodorákis a composé plus de mille mélodies, dont un certain nombre de cycles, parfois pour des chanteurs spécifiques comme Arda Mandikian. Reposant sur des poèmes de plus grands auteurs helléniques, ainsi que sur des textes de Lorca et de Neruda, ils appartiennent maintenant au patrimoine culturel, non seulement de la Grèce, mais du monde : « Epitaphios », « Archipelagos », « Politia », « Epiphania », « L'Otage », « Mykres Kyklades », « Mauthausen », « Romiossini », « Le Soleil et le Temps », « Chansons pour Andreas », « Mythologie », « Nuit de Mort », « Ta Lyrika », « Les Quartiers du Monde », « Dionysos », « Phaedra », « Mia Thalassa », « Poetica » (Lyricotera, Lyricotata), « Erimia », « Odysseia »…

### Musique symphonique
- 1952 : Concerto pour piano « Hélicon »
- 1953 : Symphonie No.1 (« Proti Simfonia »)
- 1958 : Concerto pour piano
- 1981 : Symphonie No. 2 (« Le Chant de la Terre » ; Texte: Míkis Theodorákis) chœur d'enfants, piano concertant et orchestre)
- 1981 : Symphonie No. 3 (Textes : D. Solomos ; K. Kavafis; Hymnes byzantins) pour soprano, chœur et orchestre
- 1983 : Symphonie No. 7 (« du Printemps » ; Textes : Yánnis Rítsos ; Yorgos Kouloukis) pour 4 solistes, chœur et orchestre
- 1986-1987 : Symphonie No. 4 (« Des Chœurs ») pour soprano, mezzo, récitant, chœur et orchestre symphonique sans cordes).
- 1996 : Rhapsodie pour guitare (voix ad lib.) et orchestre
- 1997 : Rhapsodie pour violoncelle et orchestre
- 2008 : Rhapsodie pour trompette et orchestre
- 2009 : Rhapsodie pour cordes (mezzo-soprano ou baryton ad lib.). Créée le 30 janvier 2013, elle constitue sa dernière œuvre.

### Musique de chambre
- 1942 : Sonatine pour piano
- 1945 : Elegie no 1, pour violoncelle et piano
- 1945 : Elegie no 2, pour violon et piano
- 1946 : To Kimitiro (Le Cimetiere) pour quatuor à cordes
- 1946 : Quatuor à Cordes no 1
- 1946 : Duetto, pour 2 violons
- 1947 : Trio, pour violon, violoncelle et piano
- 1947 : Onze Préludes, pour piano
- 1947 : Sextuor, pour piano, flûte et quatuor à cordes
- 1949 : Étude, pour deux violons et violoncelle. AST 58
- 1952 : Syrtos Chaniotikos, pour piano et percussion
- 1952 : Sonatine no 1, pour violon et piano
- 1955 : Petite Suite, pour piano. AST 90
- 1955 : Passacaglia, pour deux pianos. AST 96
- 1955 : Sonatine, pour piano
- 1958 : Sonatine n °2, pour violon et piano
- 1989 : Choros Asikikos (Danses Galantes), pour violoncelle seul
- 2007 : East of the Aegean / A l'Est de l'Égée, cycle pour piano et violoncelle

### Cantates et oratorios
- 1960 : Axion Esti (texte : Odysséas Elýtis)
- 1967 : Epiphania Averoff (texte : Georges Séféris)
- 1969 : La Marche de l'Esprit (texte : Ángelos Sikelianós) ; « État de siège » (texte : Rena Hadjidakis)
- 1971-1982 : Canto general (texte : Pablo Neruda)
- 1981-1982 : Kata Saddukaion Pathi (Passion des Sadducéens ; texte : Michalis Katsaros) pour ténor, baryton, basse, chœur et orchestre
- 1982 : Liturgie No. 2 pour chœur a cappella (« Aux Enfants tués dans les guerres », textes : Tassos Livaditis (el), Míkis Theodorákis) ;
- 1982-1983 : Lorca, pour voix, guitare solo, chœur et orchestre ; (sur la base du « Romancero Gitan »)
- 1984 : Requiem dédié aux victimes du massacre de Kalavryta3.
- 1992 : Canto Olympico, pour piano solo, chœur et orchestre

### Hymnes
- 1970 : Hymne pour Nasser
- 1973 : Hymne pour le Mouvement socialiste du Venezuela
- 1973 : Hymne pour les étudiants. Dédié à l'École polytechnique d'Athènes
- 1977 : Hymne du Parti socialiste français
- 1978 : Hymne pour Malte
- 1982 : Hymne de l'OLP
- 1991 : Hymne des Compétitions méditerranéennes 1991
- 1992 : Hellénisme - Hymne grec pour l’ouverture des JO de Barcelone

### Ballets
- 1953 : Carnaval grec (chorégraphie : Rallou Manou)
- 1958 : Le Feu aux poudres (chorégraphie : Paul Goubé, avec Ludmila Tcherina)
- 1958 : Les Amants de Téruel (chorégraphie : Milko Sparembleck)
- 1959 : Antigone (chor.: John Cranko)
- 1972 : Antigone en prison (chorégraphie : Micha van Hoecke)
- 1979 : Elektra (chorégraphie : Serge Kenten)
- 1983 : Sept Danses grecques (chorégraphie : Maurice Béjart)
- 1987-1988 : Zorba le Grec (chorégraphie : Lorca Massine).

### Opéras
- 1984-1985 : Kostas Karyotakis
- 1988-1990 : Medea
- 1992-1993 : Electra
- 1995-1997 : Antigone
- 1999-2001 : Lysistrata

### Musique pour la scène

#### Tragédies classiques
- 1959–1960 : Phinisses (Euripide)
- 1960–1961 : Ajax (Sophocle)
- 1977 : Iketides (Les Suppliantes) (Euripide)
- 1979 : Ippies (Aristophane)
- 1986-1988 : Orestie : Agamemnon - Choéphores - Euménides (Eschyle)
- 1987 : Hekabe (Euripide)
- 1990 : Antigone (Sophocle)
- 1992 : Promithefs Desmotis (Prométhée echaîné) (Eschyle)
- 1996 : Oidipus Tyrannos (Œdipe le Tyran)(Sophocle)
- 2001 : Médée (Euripide)

#### Théâtre moderne grec
- 1960-1961 / 1992 : To Tragoudi Tou Nekrou Adelfou (Ballade du Frère Mort), tragédie musicale (Texte: Míkis Theodorákis).
- 1961-1962 : Omorphi Poli (Belle Cité), revue musicale (Bost, Christodoulou, Christofelis e.a.)
- 1963 : I Gitonia ton Angelon (Le Quartier des Anges), comédie musicale (Iákovos Kambanéllis)
- 1963 : Magiki Poli (Cité enchantée), revue musicale (Theodorákis, Pergialis, Katsaros)
- 1971 : Antigoni stin Filaki (Antigone en Prison), drame (Yánnis Rítsos)
- 1974 : Prodomenos Laos (Peuple trahi), Musique pour le théâtre (Vangelis Goufas)
- 1975 : Echtros Laos (Peuple ennemi), drame (Iákovos Kambanéllis)
- 1975 : Christophorus Kolumbus, drame (Níkos Kazantzákis)
- 1976 : Kapodistrias, drame (Níkos Kazantzákis)
- 1977 : O Allos Alexandros (L'autre Alexandre), drame (Margarita Limberaki)
- 1979 : Papflessas, théâtre (Spiros Melas)

#### Théâtre international
- 1961 : Enas Omiros (L'Otage), drame (Brendan Behan)
- 1963 : Siniko tichos (Le Mur de Chine), drame (Max Frisch)
- 1975 : Das Sauspiel, Tragicomédie (Martin Walser)
- 1978 : Polites B' Katigorias (Citoyens de 2e classe), drame (Brian Friel)
- 1979 : Caligula, drame (Albert Camus)
- 1980 : Periclès, tragédie (William Shakespeare)
- 1994 : Macbeth, tragédie (William Shakespeare).

### Principales musiques de films
- 1953 : Ève de María Plytá
- 1954 : Le Bataillon des va-nu-pieds de Gregg Tallas
- 1957 : Intelligence Service (Ill Met by Moonlight) de Michael Powell et Emeric Pressburger
- 1959 : Lune de miel (Luna de miel) de Michael Powell
- 1960 : Faces in the Dark de David Eady
- 1961 : Le Spectre du chat ( Shadow of the Cat) de John Gilling
- 1961 : Quartier Le Rêve d'Alékos Alexandrákis
- 1962 : Les Amants de Teruel de Raymond Rouleau
- 1962 : Électre de Michael Cacoyannis
- 1962 : Phaedra de Jules Dassin
- 1962 : le Couteau dans la plaie d'Anatole Litvak
- 1964 : Zorba le Grec (Zorba the Greek) de Michael Cacoyannis
- 1965 : Bloko d'Ado Kyrou
- 1966 : Une balle au cœur de Jean-Daniel Pollet
- 1967 : Le Jour où les poissons sont sortis de l'eau (The Day the Fish came out) de Michael Cacoyannis
- 1969 : Karatel de Manos Zacharias
- 1969 : Z de Costa-Gavras
- 1971 : Les Troyennes (The Trojan Women) de Michael Cacoyannis
- 1971 : Biribi de Daniel Moosmann
- 1972 : État de siège de Costa-Gavras
- 1973 : Serpico de Sidney Lumet
- 1974 : La Répétition (The Rehearsal) de Jules Dassin
- 1977 : Iphigénie de Michael Cacoyannis
- 1979 : Kostas de Paul Cox
- 1980 : L'Homme à l'œillet (O anthropos me to garyfallo) de Nikos Tzimas
- 1986 : Les Clowns de Dieu de Jean Schmidt
- 1988 : Le Brouillard de Zülfü Livaneli
- 2000 : Fovou tous Ellines... de John Tatoulis
- 2000 : Tenussian Vacuvasco de Daryush Shokof
- 2001 : O 7os ilios tou erota de Vangelis Serdaris

## Autres compositions
- 1990 : Les Enfants, Les Bourgeons pour le chanteur-poète kabyle Lounis Aït Menguellet.

## Publications littéraires
- Journal de Résistance, Flammarion, Paris 1971
- Culture et dimensions politiques, préface de Roger Garaudy, Flammarion, Paris, 1972
- Les Fiancés de Pénélope. Entretiens avec Denis Bourgeois, préface de François Mitterrand, Grasset, Paris, 1976
- Mikis Theodorakis (trad. Pierre Comberousse), Les Chemins de l'Archange, Paris, Belfond, 1989.
- Staline, Debussy et Dionysos - Les Chemins de l'Archange, tome 2, trad. Pierre Comberousse, Belfond, Paris, 1990
- Poèmes - Dans les jardins paradisiaques de mon crâne, édition bilingue : français-allemand, traduction française : Héraclès Galanakis et Guy Wagner, traduction allemande : Ina & Asteris Koutoulas, avec dessins de Theodorákis, commentaires, interviews et chronologie, éditions Phi, Luxembourg, 2001